# Менструални циклус
Менструални циклус је размак између две менструације. Први дан крварења (менструације) се рачуна као почетак менструалног циклуса, а крај менструалног циклуса је дан пре почетка следећег менструалног крварења. Размак између менструалних циклуса је најчешће између 21 до 35 дана.
Менструација је циклично крварење из материце у току фертилног доба које настаје као последица љушћења ендометрија уколико није дошло до оплодње. Наиме, уколико оплодња изостане де Графов фоликул јајне ћелије пуца, ниво хормона пада и настаје љушћење материце. Крв и ољушћено ткиво материце избацују се кроз вагину. Дешава се уобичајено на сваких 28 до 29 дана, с тим да тај размак може бити различит и кретати се од 21 до 35 дана.
Менструални циклус почиње у пубертету. Прва менструација обично наступа у доби од 12 до 13 година. Најновија испитивања показују да данас девојчице раније улазе у пубертет. Прекомерна тежина ризични је фактор за рани почетак пубертета.
Менструални циклус се завршава менопаузом. Предменопауза почиње кад интервали између крварења постају све дужи. Менопауза обично наступа у доби од око 51 године.

## Механизам настанка
Менструални циклус одвија на три нивоа: 
- хипоталамус и хипофиза
- јајници
- материца

Хипоталамус и хипофиза регулишу ниво полних хормона. Најважнији хормони менструалног циклуса су:
- ГнРХ - гонадотропин реалисинг хормон
- ФСХ - фоликулстимулирајући хормон
- ЛХ - лутеинизирајући хормон

ГнРХ је хормон хипоталамуса који стимулативно делује на хипофизу која започиње са синтезом повећаних количина ФСХ и ЛХ хормона.
Повећана количина ФСХ што доводи до сазревања 20 јајних ћелија у јајнику. Истовремено и ЛХ улази у крвоток, долази до јајника и подстиче их да луче хормон естроген. Естроген са своје стране утиче на раст ендометрија, припрема га да прими оплођено јајашце и ствара услове за даљи развој материце и дојки уколико дође до зачећа. Под дејством ЛХ и естрогена јајна ћелија сазрева и ослобађа се, а овај процес назива се овулација. Обично се ослобађа само једна јајна ћелија, мада се може десити да се ослободи више ћелија. Ако у том случају дође до оплодње настају близанци, тројке или вишеструке трудноће.
Након овулације од фоликула у коме се јајна ћелија налазила ствара се привремена ендокрина жлезда- жуто тело – које излучује хормон прогестерон. У колико не дође до зачећа, жуто тело пропада и нестаје, а због недостатка прогестерона долази до љушћења ендометрија који одлази са менструалном крвљу, означавајући крај циклуса.
У односу на промене у јајнику менструални циклус се дели на три фазе:
- Фоликуларна (пролиферативна) фаза циклуса
- Овулаторна фаза циклуса
- Лутеална или корпус лутеум фаза циклуса (фаза жутог тела)

### Фоликуларна фаза
Фоликуларна фаза је фаза у којој се збива раст и сазревање фоликула и јајне ћелије. Ова фаза започиње првог дана менструације, а завршава сазревањем јајне ћелије и овулацијом. Обично траје 10 до 14 дана. У овој фази ФСХ стимулише раст многих фоликула у јајнику подстичући производњу естрогена. Лучење естрогена доводи до задебљања ендометрија. У овој фази ће само један од 500 до 1000 фоликула, који су започели са растом првог дана менструалног циклуса, да сазри. Непосредно пред овулацију доћи ће до пораста концентрације излученог ЛХ у хипофизи, што доводи до прскања фоликула и овулације, односно избацивања зреле јајне ћелије у јајовод.

### Овулаторна фаза
Овулаторна фаза траје између 1 и 2 дана. У овој фази се јајна ћелија ослобађа из фоликула у процесу који се зове овулација. Овулација настаје 16 до 36 х по повишењу нивоа ЛХ, а дешава се између 10. и 16. дана пре следеће менструације. По ослобођењу јајна ћелија почиње да се креће према материчној дупљи кроз јајовод и у току ток кретања може бити оплођена.

### Лутеална или корпус лутеум фаза
Лутеална или корпус лутеум фаза циклуса (фаза жутог тела) траје уобичајено 12-16 дана. Након овулације, под утицајем ЛХ на месту распрснутог фоликула развија се у жуто тело које производи прогестерон. Деловање прогестерона и естрогена потиче претходно пролиферисан ендометриј на припрему густог слоја крвних жила на које се оплођена јајна ћелија може причврстити и даље развијати. Ако је јајна ћелија оплођена, тај слој крвних жила се претвара у постељицу или плаценту. Жуто тело наставља производити прогестерон и естроген. Ембринон започиње са продукцијом хуманог хорионско гонадотропина (ХЦГ) који делује на жуто тело продужавајући његову функцију која ће обезбедити несметан развој трудноће а менстеруално крварење изостаје.
Уколико до оплодње не дође, корпус лутеум пропадне у облик који се назива корпус албицанс (бело тело), а концентрација естрогена и прогестерона опада што представља сигнал хипоталамусу да започне са новим менструалним циклусом. На крају слој ендометрија се љушти и губи с менструалним крварењем.
У односу на промене на слузници матрице менструални циклус се дели у две фазе:
- пролиферативну фазу менструалног циклуса и
- секреторну фазу менструалног циклуса

## Поремећаји менструалног циклуса
- Нередовне менструације: Након прве менструације могуће је да наредних пар менструација буде нередовно све док се хормонални систем потпуно не развије. Поремећај нивоа хормона пред менопаузу такође доводи до нередовних циклуса. Емоције у великој мери могу да утичу на на хормоне који регулишу овај циклус тако да стрес може да изазове поремећај менструације. Сматра се да не постоји апсолутно редован менструални циклус (осим код жена које узимају контрацептивне пилуле).

- Изостанак менструације (аменореја): Потпуни изостанак менструације је врло риједак и може имати различите узроке. Понекад химен потпуно затвара вагину и спречава изливање менструалне крви због чега долази до болова и отока. У другим случајевима изостанак је у вези са неправилним развојем материце. Изостанак такође могу да изазову: стрес, нагли губитак тјелесне тежине, дуготрајна обољења, цисте. Менопауза је такође разлог изостанка менструације.

- Олигоменореја је најчешћи поремећај циклуса код адолесценткиња и представља поремећај ритма циклуса када је размак између две менструације продужен и већи од шест седмица, али краћи од једне године. Постоје примарна и секундарна. Примарна олигоменореја значи да су циклуси продужени од прве менструације а секундарна олигоменореја се јавља након одређеног раздобља уредних менструалних циклуса.

- Обилне менструације (менорагије): Менструација која траје дуже од 8 дана и доводи до обилног крварења светлоцрвене боје са угрушцима сматра се поремећеном. Обично су узрок томе фибриоми-тумори материце који имају влакнасту грађу. Инфекције материце и јајовода, као и употреба интраутералних контрацептивних средстава такође могу бити узрок менорагије.

- Крварења између менструација (метрорагија): Може се јављати у различитим облицима од тачкастих до обилних крварења. Узрок овоме могу бити интраутерална контрацептивна средства, пилуле за контрацепцију, тумори грлића и материце.

- Болне менструације (дисменореја): Оне су много чешће код жена које нису рађале. Болови се обично јављају непосредно пре или на самом почетку менструације и трају један до два дана када је крварење најобилније. Ако дисменореја није последица неког обољења, онда је она изазвана прекомерном производњом простагландина. То је примарна дисменореја. Секундарна дисменореја започиње два или више дана пре добијања менструације, погоршава се током менструације и траје дуже од примарне. Узрок овом обољењу може да буде инфекција органа мале карлице или неко друго обољење па је најбоље обратити се лекару.

- ПМС (предменструални синдром): представља цикличну појаву различитих врста тегоба које се обично код жена јављају 5-10 дана пред добијање менструације. Симптоми су врло различити као и њихова учесталост. Најчешћи симптоми су: нервоза, раздражљивост, појачана психичка осјетљивост, плачљивост, сталан осећај глади, надувеност, надувеност груди, појачана жеља за слаткишима. Уз њих често се јављају: акне, главобоља, грлобоља, мучнина, трапавост, осип, болови у крстима... Они нестају првог дана менструалног крвављења. Не постоји конкретан лек за ПМС јер код сваке жене су проблеми индивидуални. Али је утврђено да код жена које су посебно осетљиве и имају изражен ПМС помаже начин исхране. У периоду ПМС-а требало би избегавати кафу и све друге производе који садрже кофеин, сувише слану храну јер задржава воду у организму и појачава осећај надутости, алкохол и хладне напитке, а уносити што више воћа и поврћа и што је могуће лакшу храну као и магнезијум.

## Еволуција и друге врсте
Већина женки сисара има еструсни циклус, али само десет врста примата, четири врсте слепих мишева, слоновске ровке и каирски јежолики миш (Acomys cahirinus) имају менструални циклус. Циклуси су исти као и код људи осим дужине, која се креће од 9 до 37 дана. Недостатак непосредне везе између ових група сугерише да су четири различита еволуциона догађаја изазвала појаву менструације. Код врста које имају менструални циклус, овулација није очигледна потенцијалним партнерима и нема сезоне парења. Постоје четири теорије о еволуционом значају менструације.